# Sobralia biflora
Sobralia biflora là một loài thực vật có hoa trong họ Lan. Loài này được Ruiz & Pav. miêu tả khoa học đầu tiên năm 1798.